# Eclipsiodes
Eclipsiodes is een geslacht van vlinders van de familie van de grasmotten (Crambidae), uit de onderfamilie van de Heliothelinae. De wetenschappelijke naam en de beschrijving van dit geslacht zijn voor het eerst gepubliceerd in 1863 door Edward Meyrick. Meyrick beschreef ook de eerste soort uit het geslacht, Eclipsiodes crypsixantha, die als typesoort is aangeduid.

## Soorten
- Eclipsiodes anthomera (Lower, 1896)
- Eclipsiodes crypsixantha Meyrick, 1884
- Eclipsiodes homora Turner, 1908